# Viola Reggio Calabria 2017-2018
La Viola Reggio Calabria ha preso parte al campionato di Serie A2 2017-18, classificandosi all'ultimo posto nel girone Ovest – per la penalizzazione di 34 punti – retrocede in Serie B.

## Roster
|    | Naz.                                     | Ruolo | Sportivo            | Anno | Alt. | Peso |       |
| -- | ---------------------------------------- | ----- | ------------------- | ---- | ---- | ---- | ----- |
| 2  | Stati Uniti (bandiera)                   | AG    | A.J. Pacher         | 1992 | 208  | 111  |       |
| 3  | Italia (bandiera)                        | P     | Marco Passera       | 1982 | 180  | 74   |       |
| 4  | Albania (bandiera)                       | G     | Çelis Taflaj        | 1998 | 201  | 81   |       |
| 9  | Italia (bandiera)                        | P     | Lorenzo Caroti      | 1997 | 185  | 75   |       |
| 10 | Argentina (bandiera) · Italia (bandiera) | AP    | Agustín Fabi        | 1991 | 200  | 100  |       |
| 11 | Italia (bandiera)                        | AC    | Patrick Baldassarre | 1986 | 201  | 95   |       |
| 12 | Italia (bandiera)                        | G     | Riccardo Rossato    | 1996 | 190  | 85   |       |
| 15 | Italia (bandiera)                        | GA    | Tommaso Carnovali   | 1993 | 197  | 78   | [ 2 ] |
| 18 | Italia (bandiera)                        | PG    | Allen Agbogan       | 1997 | 183  | 78   |       |
| 20 | Italia (bandiera)                        | C     | Lorenzo Benvenuti   | 1995 | 207  | 98   |       |
| 21 | Italia (bandiera)                        | C     | Davide Bianchi      | 2000 | 198  | 95   |       |
| 23 | Stati Uniti (bandiera)                   | G     | Chris Roberts       | 1988 | 193  | 92   |       |

## Statistiche

### Statistiche di squadra
| Competizione            | Punti   | In casa | In casa | In casa | In casa | In casa | In trasferta | In trasferta | In trasferta | In trasferta | In trasferta | Totale | Totale | Totale | Totale | Totale | Totale |
| Competizione            | Punti   | G       | V       | P       | Ptf     | Pts     | G            | V            | P            | Ptf          | Pts          | G      | V      | P      | Ptf    | Pts    | Diff.  |
| ----------------------- | ------- | ------- | ------- | ------- | ------- | ------- | ------------ | ------------ | ------------ | ------------ | ------------ | ------ | ------ | ------ | ------ | ------ | ------ |
| Serie A2 - Girone Ovest | 2 (-34) | 15      | 12      | 3       | 1213    | 1102    | 15           | 6            | 9            | 1143         | 1185         | 30     | 18     | 12     | 2356   | 2287   | +69    |